# Apelern
Apelern est une municipalité allemande du land de Basse-Saxe et de l'arrondissement de Schaumbourg.

## Géographie
La ville d'Apelern est située au bord de l'autoroute BAB2, reliant notamment la Ruhr et l'ouest de Berlin. Cette ville est située entre Hanovre et Bielefeld, deux grandes villes allemandes. Elle est par ailleurs située dans une vallée appelée Deister-Süntel.